# عيآل حسين (أرحب)

تعديل مصدري - تعديل

عيآل حسين هي إحدى قرى عزلة بني على بمديرية أرحب التابعة لمحافظة صنعاء، بلغ تعداد سكانها 468 نسمة حسب تعداد اليمن لعام 2004.